# روزان ساریان
روزان قازاروسی (لازاری) ساریان (ارمنی: Ռուզան Ղազարոսի (Լազարի) Սարյան؛ انگلیسی: Rouzan Saryan زادهٔ ۱۴ ژوئن ۱۹۵۹) تاریخ‌نگار هنر و لغت‌شناس اهل ارمنستان است.

## زندگی‌نامه
وی در در ایروان به دنیا آمد و از دانشگاه دولتی ایروان فارغ‌التحصیل گشت. قازاروس ساریان و آوتیک ایساهاکیان پدر و همسر وی می‌باشند. وی در انستیتو ادبی و خانه-موزه مارتیروس ساریان فعالیت کرده است.

## نگارخانه

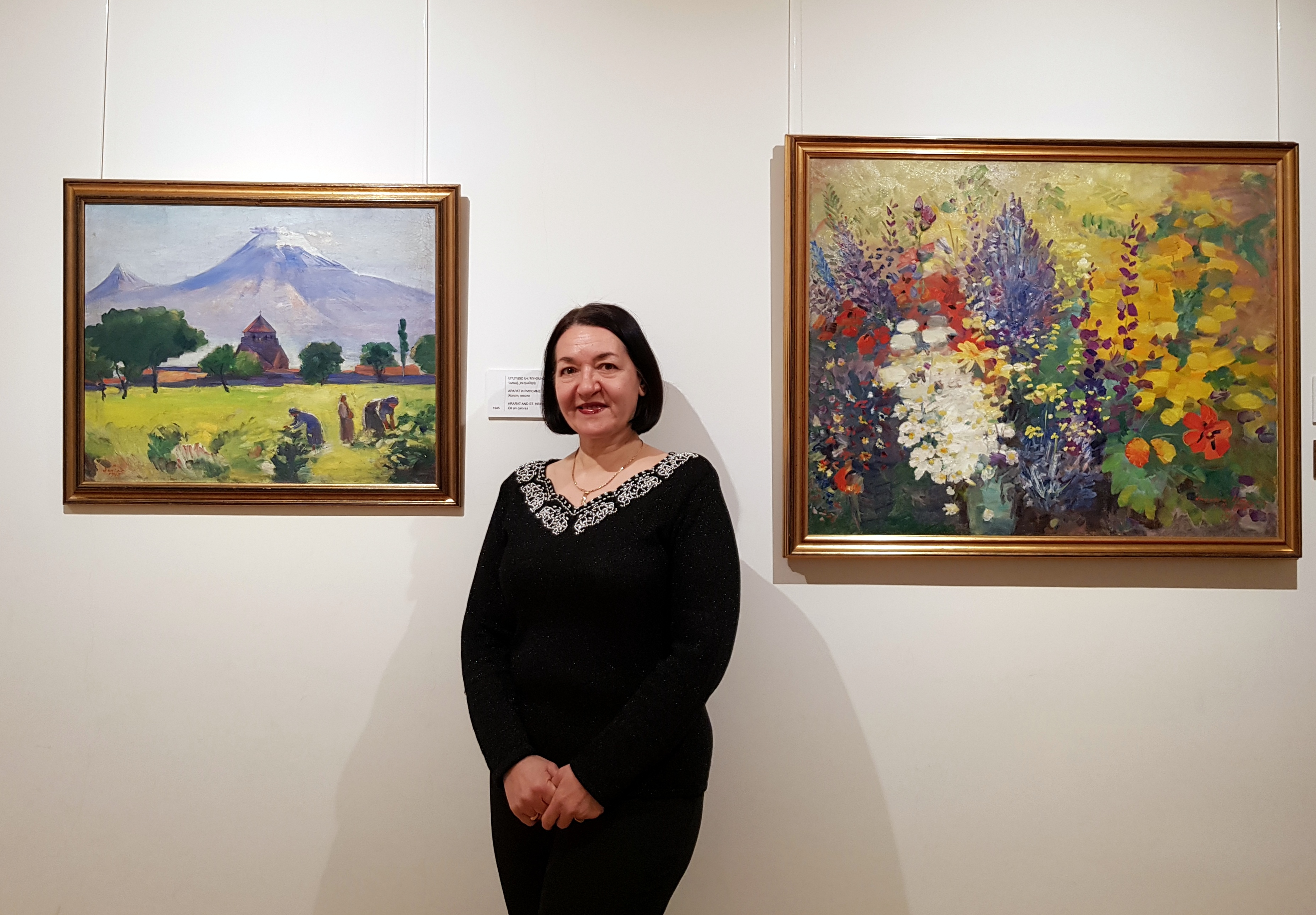

## یادداشت
1. ↑  բանասիրական գիտությունների թեկնածու